# Capitol Hill

Letecký pohled na Capitol Hill směrem na východ ukazuje Kapitol, budovu Nejvyššího soudu Spojených států, Knihovnu Kongresu a budovy, v nichž sídlí Úřad Kongresu

Capitol Hill je největší historická obytná čtvrť ve Washingtonu, D.C. ve Spojených státech amerických. Rozkládá se podél širokých tříd, avenuí, v oblasti ležící východně před Kapitolem. Je to jedna z nejstarších rezidenčních čtvrtí v hlavním městě a s počtem přibližně 35 000 obyvatel na ploše necelých 5 km2 je také jednou z nejhustěji osídlených.
Vyvýšenina Capitol Hillu se nachází poblíž centra Washingtonu a táhne se východním směrem.
Čtvrť Capitol Hill se dnes rozkládá ve dvou sektorech města, jihovýchodním a severovýchodním. Velká část čtvrti je nyní označena jako Capitol Hill Historic District.
Název Capitol Hill dnes často slouží k označení jak vlastní historické čtvrti, tak i větší oblasti kolem ní. Na východ od Capitol Hill protéká řeka Anacostia, na severu je koridor H Street, na jihu se nachází mezistátní silnice 695 a loděnice Námořnictva Spojených států a na západě se rozkládají park National Mall a centrální obchodní čtvrť města.
Historická čtvrť Capitol Hill Historic District, která je zapsána v Národním registru historických míst (NRHP), obklopuje neoklasicistní budovu Kapitolu. Čtvrť byla v roce 2015 rozšířena na sever, aby zahrnovala bloky ohraničené 2nd Street, F Street, 4th Street a jižně od H Street, souhrnně známé jako Swampoodle Addition.

## Historie
Poté co jej prezident George Washington pověřil v roce 1791 vypracováním plánů nového „federálního hlavního města“, rozhodl se architekt Pierre Charles L'Enfant umístit „Kongresový dům“ (budovu Kapitolu) na hřeben návrší, na místo, které charakterizoval jako „podstavec čekající na pomník“. Budova Kapitolu je od roku 1800 sídlem Kongresu Spojených států a pracovištěm mnoha obyvatel čtvrti Capitol Hill.